# Janez Magyar
Janez Magyar, slovenski politik in podjetnik; * 24. oktober 1968, Murska Sobota.
Magyar je trenutni župan Občine Lendava in nekdanji poslanec v Državnem zboru Republike Slovenije. Pred vstopom v politiko je deloval v gospodarstvu.

## Mladost
Odraščal je v narodno mešanem kraju Dolnji Lakoš. Osnovno šolo je obiskoval v Murski Soboti, kjer se je nato šolal še na tamkajšnji srednji trgovski šoli. Leta 1990 postal trgovski poslovodja (5. stopnja), leta 2011 pa kot komercialist diplomiral na Višji strokovni šoli Murska Sobota.

## Poklicna kariera
Po šolanju se je Magyar zaposlil v podjetjih Mercator-Univerzal Lendava in Kmetijskem gospodarstvu Lendava, lelta 2003 pa ustanovil Prekmurec, d.o.o. V gospodarstvu je ostal do vstopa v politiko.

### Politika
Na lokalnih volitvah leta 2018 je bil izvoljen za župana Občine Lendava. Nekaj mesecev pred koncem mandata je bil aprila leta 2022 na listi Slovenske demokratske stranke izvoljen za poslanca v Državnem zboru Republike Slovenije, kot vršilec dolžnost pa je občino odslej vodil podžupan Ivan Koncut. Jeseni istega leta se je Magyar odločil za ponovno kandidaturo za lendavskega župana in bil ponovno izvoljen. Poslanski mandat mu je prenehal 23. decembra 2022, zamenjal ga je Andrej Kos. Magyar je na obojnih lokalnih volitvah nastopil kot skupni kandidat SDS in NSi.

## Zasebno
Magyar živi v svoji rodni vasi Dolnji Lakoš. Je poročen in oče sina.